# 시티 스타디움
시티 스타디움(City Stadium)은 미국의 다목적 경기장이다. 버지니아주 리치먼드에 위치하고 있으며 USL 리치먼드 키커스의 홈경기장이다.